# Pittosporum nubicola
Pittosporum nubicola är en tvåhjärtbladig växtart som beskrevs av Richard Schodde. Pittosporum nubicola ingår i släktet Pittosporum och familjen Pittosporaceae. Inga underarter finns listade.